# Superman: Escape from Krypton
Superman: Escape from Krypton (originalmente conocida como Superman: The Escape) es una montaña rusa de circuito abierto de acero situada en el parque Six Flags Magic Mountain en Valencia, Santa Clarita, Estados Unidos. Cuando abrió en 1997, se convirtió en la montaña rusa más alta del mundo, y su velocidad de 160 km/h estaba empatada como la más rápida con Tower of Terror II, una montaña rusa similar que se inauguró dos meses antes en Dreamworld, Australia. Estas dos atracciones fueron las primeras en utilizar motores lineales sincrónicos (LSM) para impulsar los vehículos a la velocidad máxima. Al 3 de noviembre de 2019, es la única montaña rusa de caída libre inversa que queda en funcionamiento después del cierre de Tower of Terror II.
La fecha de apertura prevista de 1996 se pospuso debido a varios problemas con el sistema de lanzamiento. La atracción se cerró a finales de 2010 por reformas, y reabrió en 2011 como «Superman: Escape from Krypton». Gracias a las mejoras, la atracción presentaba nuevos trenes que miran hacia atrás, velocidades de hasta 167 km/h, y fue pintada con un nuevo esquema de color. A partir de 2022, Superman: Escape from Krypton es la montaña rusa con la segunda estructura más alta, la cuarta velocidad más rápida y la segunda caída más larga del mundo.

## Historia

### Superman: The Escape (1997-2010)
El desarrollo de la atracción empezó en diciembre de 1994. Parques de todo el mundo estuvieron trabajando durante algún tiempo en planificar la primera atracción en superar los 160 km/h, por lo que Six Flags Magic Mountain contrató a Intamin para que diseñara una montaña rusa de acero única en su tipo. La compañía tuvo la idea de utilizar un sistema de lanzamiento magnético conocido como motores lineales sincrónicos (LSM). Casi al mismo tiempo, Paramount Parks estaba diseñando las dos montañas rusas Flight of Fear para los parques Kings Island y Kings Dominion. Hubo varios problemas con el sistema de lanzamiento. Los vehículos tenían imanes enormes y la vía estaba alineada con motores lineales sincrónicos, que se encendían y apagaban rápidamente. Para hacer avanzar el vehículo de seis toneladas, el sistema requeriría 1.2 megavatios de potencia.
Durante la planificación inicial, Six Flags Magic Mountain consideró construir una nueva montaña rusa llamada Velocetron con el tema de la serie de cómics El Hombre de Acero. En última instancia, se eligió el nombre Superman: The Escape, y la atracción se anunció el 5 de enero de 1996. Superaría a Desperado y a Phantom's Revenge para convertirse en la montaña rusa más rápida del mundo y en la primera en llegar a 160 km/h.
Superman: The Escape fue diseñada por el fabricante suizo Intamin, y durante las etapas finales de su construcción, la última sección del trayecto se instaló en el punto más alto de la atracción el 3 de mayo de 1996. Originalmente, se planeó que esta abriese al público el 1 de junio de 1996, pero se retrasó debido a problemas con el sistema de lanzamiento. A finales de 1996, hubo una vista previa para los titulares de pases de temporada. Después de diez meses de pruebas y reingeniería, la atracción se inauguró el 15 de marzo de 1997. Después de su apertura, los medios afirmaron que esta era la montaña rusa más rápida del mundo. Sin embargo, debido a que se retrasó, una montaña rusa similar conocida como Tower of Terror, que también tenía un lanzamiento de 160 km/h, abrió aproximadamente un mes antes en Dreamworld, Australia. Por lo tanto, Superman perdió su reclamo como la primera montaña rusa en alcanzar los 160 km/h, aunque luego empató con Tower of Terror como la más rápida del mundo. Sin embargo, la atracción se convirtió en la primera montaña rusa del mundo en superar los 120 metros, lo que la convirtió así en la más alta del mundo en ese momento.

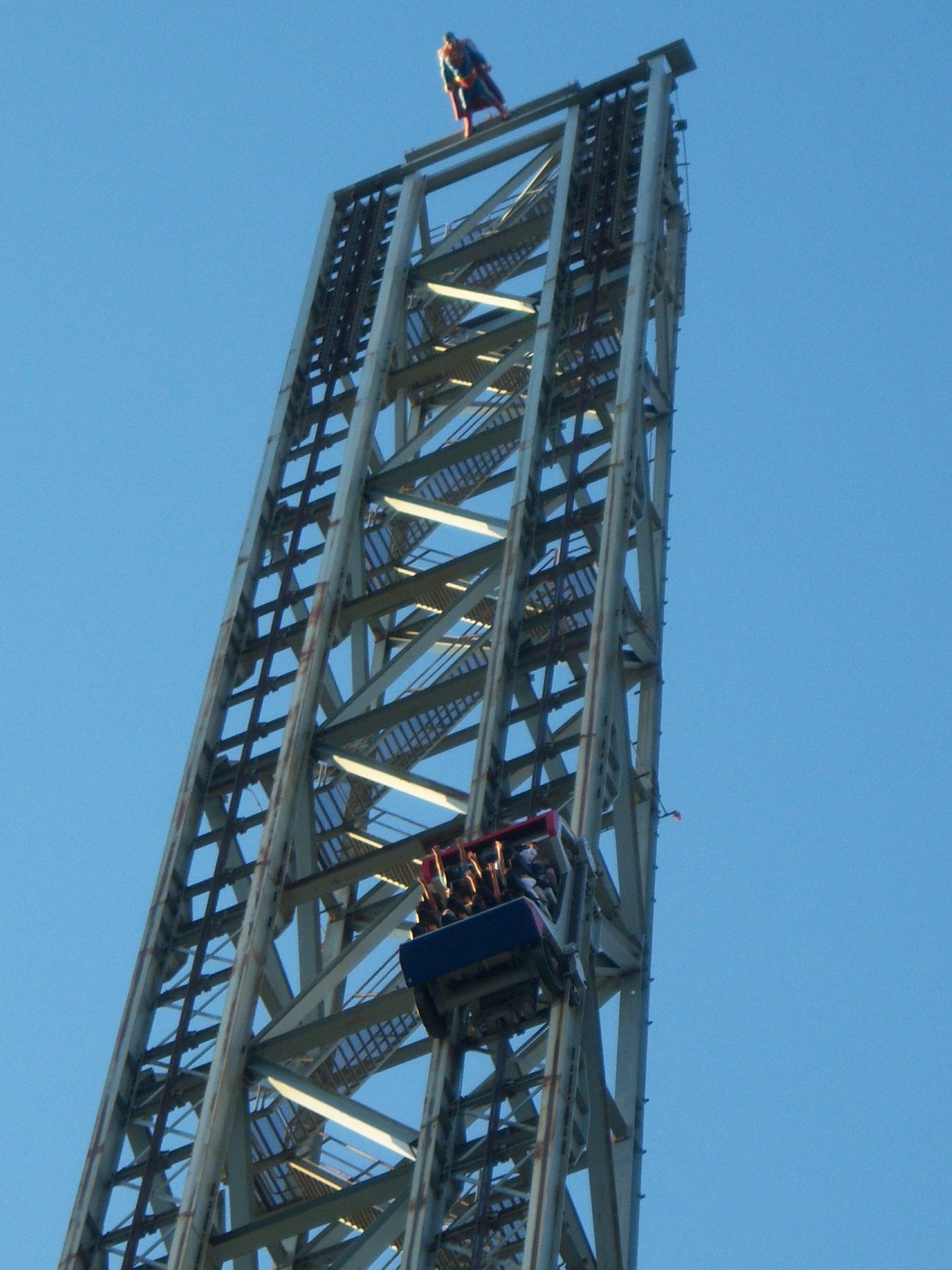
La atracción cuando era conocida como Superman: The Escape.

A principios de 1999, la atracción tuvo que cerrar por mantenimiento. Después de que se instalaran nuevos frenos de aleta, un lado reabrió a fines de febrero, y el 22 marzo de ese mismo año, Six Flags Magic Mountain anunció que Superman: The Escape estaba en pleno funcionamiento con ambos carriles en marcha.
En junio de 2004, los cinturones de seguridad de Superman: The Escape se modificaron debido a un incidente en la montaña rusa Superman - Ride of Steel en Six Flags New England. Los reguladores del estado de California pidieron al parque que hiciera modificaciones a los sistemas de sujeción de las atracciones para evitar un incidente similar en el futuro.
Justo después del fin de semana del 4 de julio de 2010, Superman: The Escape cesó sus operaciones sin ningún motivo. Un letrero colocado frente a la atracción indicaba que no reabriría hasta la temporada 2011, con indicios de que se realizarían mejoras en la experiencia de la atracción. Después de que la atracción hermana de Superman: The Escape, la Tower of Terror II de Dreamworld, se sometiera a una importante remodelación en 2010 que implicó un nuevo vehículo que se lanza hacia atrás, la especulación se centró en la posibilidad de una modificación similar a la atracción de Magic Mountain. Los funcionarios de Six Flags Magic Mountain rápidamente negaron los rumores de que la atracción recibiría una retematización de Bizarro, similar a otras montañas rusas en otros parques Six Flags.

### Superman: Escape from Krypton (2011-presente)
El 20 de octubre de 2010,  Six Flags Magic Mountain anunció oficialmente la remodelación y la retematización de Superman: The Escape, además de la construcción de dos nuevas montañas rusas. Como parte de las mejoras, la atracción pasó a llamarse Superman: Escape from Krypton y contó con nuevos vehículos que se lanzaban hacia atrás y una nueva combinación de colores. La montaña rusa reabrió al público el 19 de marzo de 2011.
Superman: Escape from Krypton cerró nuevamente el 5 de febrero de 2012 (casi un año después de la remodelación), para prepararse para la nueva atracción de 2012 Lex Luthor: Drop of Doom. Dos torres de caída, también construidas por Intamin, se integraron en los lados existentes de la estructura de Superman: Escape from Krypton. La atracción se reabrió cuando se terminó la construcción el 7 de julio de 2012.
Para permitir la construcción de la montaña rusa del parque en 2013, Full Throttle, Superman: Escape from Krypton se cerró temporalmente a partir de diciembre de 2012. Se reabrió a mediados de enero con Six Flags Magic Mountain indicando que la atracción podía tener cierres intermitentes mientras la construcción de Full Throttle continuase.

## Recorrido

### Cola y estación

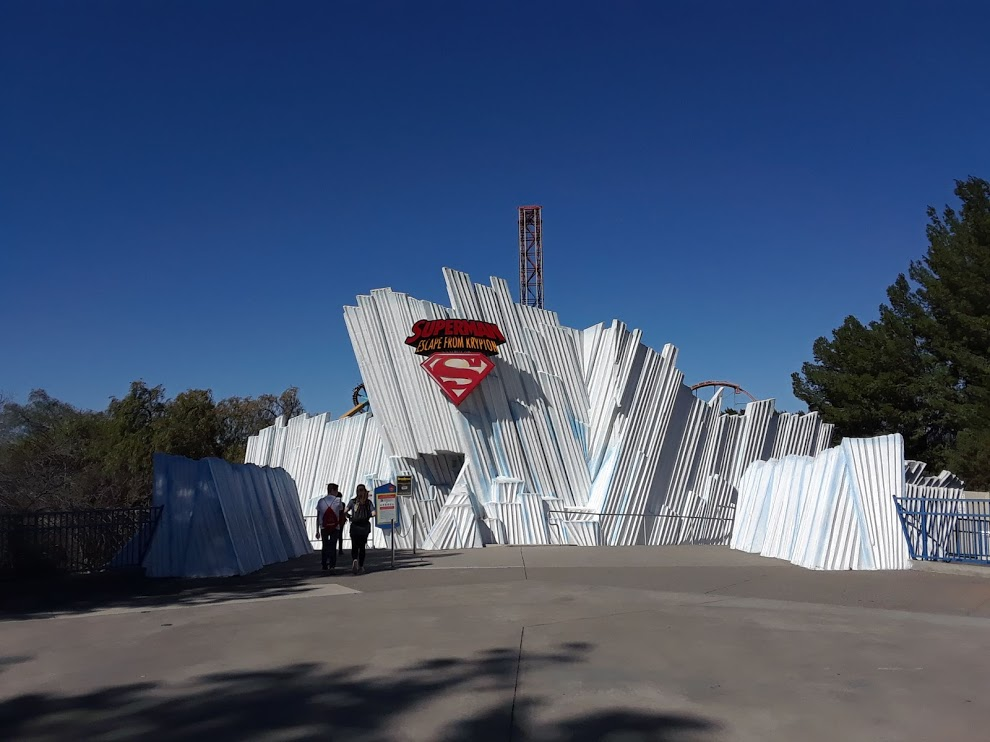
La cola de Superman: Escape From Krypton.

A la entrada de la atracción, el escudo de Superman «S» está impreso y pintado en el suelo. El área de entrada y la cola están modeladas como la Fortaleza de la Soledad, la sede de Superman. La estación está iluminada de verde, dando la apariencia de Krypton, el planeta que está lleno de Kryptonita, la roca que puede quitarle los poderes a Superman. En el interior hay un entorno de aspecto cristalino que recrea la fortaleza de Superman en el Ártico. Si la atracción se hubiera llamado Velocetron, la cola y la estación habrían tenido ruinas antiguas y un láser gigante. Un cartel en la desusada Sky Tower, la torre de observación del parque, muestra el diseño primario de Velocetron.

### Trayecto

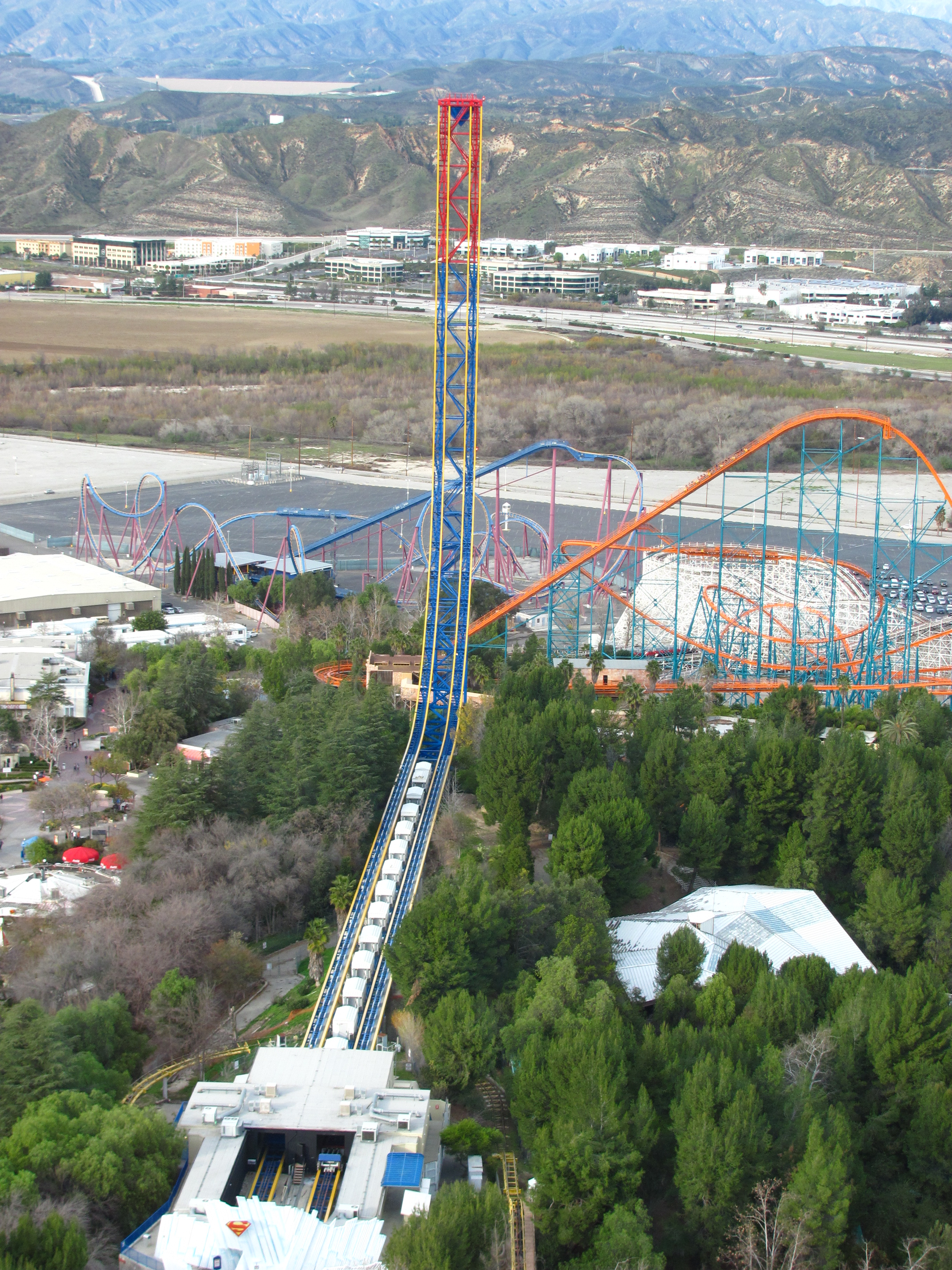
Superman: Escape from Krypton vista desde la Sky Tower.

La atracción cuenta con dos carriles paralelos idénticos. Los vehículos aceleran gracias a unos motores lineales sincrónicos y salen en reversa a la estación de 0 a 160 km/h en aproximadamente siete segundos, lo que hace que los viajeros experimenten una fuerza g de 4,5 durante el lanzamiento. Después, el vehículo sube 126 metros en un ángulo de 90 grados antes de detenerse suavemente cerca de la parte superior de la torre, todo esto mientras los pasajeros miran directamente hacia abajo. Durante la sección vertical de la atracción, estos últimos experimentan ingravidez durante aproximadamente 6,5 segundos. Por último, el vehículo desciende 100 metros y se frena antes de volver a ingresar a la estación.

### Vehículos
La montaña rusa originalmente presentaba dos vehículos construidos para ir hacia delante, cada uno con tres filas de cuatro asientos y una fila de tres asientos para un total de quince pasajeros por vehículo. Después de las reformas que sufrió la atracción en 2010, se establecieron nuevos trenes «simplificados» con el logo de Superman, y con los laterales más bajos para mejorar la sensación de estar al aire libre. Aunque son más anchos, la fila de los tres asientos en el vehículo anterior se redujo a dos, lo que resultó en un total menor de catorce pasajeros por vehículo. Los trenes nuevos están configurados para funcionar hacia atrás, aunque también están diseñados para ir hacia delante. Se informó que el parque eventualmente establecerá un lado hacia adelante para dar a los pasajeros otra opción, pero ambos trenes permanecieron mirando hacia atrás.

### Vía
La vía es de acero y mide aproximadamente 376 metros de largo y la altura de la torre es de 126 metros aproximadamente. La torre tiene forma de «L» con dos carriles paralelos. Cuando se abrió la atracción, toda la estructura estaba pintada de blanco, pero después de las remodelaciones, el tercio superior de la estructura se pintó de rojo, la pista se pintó de amarillo y el resto se pintó de azul.

## Récords
Durante los cuatro primeros años de operaciones, Superman: Escape from Krypton estuvo empatado con Tower of Terror II como la montaña rusa más rápida del mundo. En 2001, Dodonpa, una montaña rusa japonesa, les arrebató el récord de velocidad con una velocidad máxima de 172 km/h. Superman: Escape from Krypton mantuvo el récord de la montaña rusa más alta del mundo hasta 2003 cuando Top Thrill Dragster en Cedar Point lo superó con una altura de 130 metros. A partir de 2022, tiene la cuarta velocidad más rápida, la segunda estructura más alta y la segunda caída más alta del mundo.